# Boletina
Boletina – wieś w Słowenii, w gminie Šentjur. W 2018 roku liczyła 152 mieszkańców.